# نیروی دلتا (فیلم)
نیروی دلتا (انگلیسی: The Delta Force) فیلمی در ژانر اکشن و مهیج به کارگردانی مناهم گولان است که در سال ۱۹۸۶ منتشر شد.

## خلاصه داستان
یک هواپیمای بزرگ در مسیر آتن به رم و نیویورک توسط تروریستهای لبنانی ربوده می‌شود. آنها از خلبان درخواست می‌کنند که به سمت بیروت پرواز کند. اما آنها نمی‌دانند گروهی از کماندوها به فرماندهی سرگرد «مک کوی» و کلنل «آلکساندر» مسئول نابودی آنها هستند…

## بازیگران
- چاک نوریس
- لی ماروین
- مارتین بالسام
- جوئی بیشاپ
- کیم دلنی
- رابرت فورستر
- لینی کازان
- جرج کندی
- هانا شیگولا
- سوزان استراسبرگ
- بو اسونسون
- رابرت وان
- شلی وینترز
- ویلیام والاس
- استیو جیمز
- لیام نیسون
- عاصی دایان